# Аменемхет III
Аменемхет III (19 століття до н. е.  — 1806 до н. е. ) — давньоєгипетський фараон з XII династії.

## Життєпис
За правління Аменемхета III царська влада сягнула апогею. Йому вдалось значно обмежити могутність номархів. Кордони царства були значною мірою замирені його попередниками, тому військові походи за Аменемхета III були незначними та здійснювались доволі рідко.
Правління Аменемхета супроводжувалось інтенсивною будівельною діяльністю. Він покращив устрій колоній на Синайському півострові, забезпечивши їх водою та постійною охороною, що дозволило йому більш широко проводити роботи на місцевих мідних копальнях та родовищах бірюзи.
За його правління також було завершено великі іригаційні роботи у Фаюмській оазі, розпочаті ще його попередниками. На осушеній території було збудовано нове квітуче місто Крокодилополь з храмом на честь бога-крокодила Себека.
Окрім Фаюму Аменемхет проводив будівельні роботи також і в інших місцях Єгипту. Він оновив храм в Аполлонополі-Магна (сучасний Едфу), збудував новий храм Осіріса в Абідосі, розширив храм Харшефа в Єраконполі. Обніс стародавню столицю, місто Нехеб (сучасний Ель-Каб), великою цегляною стіною, що стоїть донині.

## Піраміди

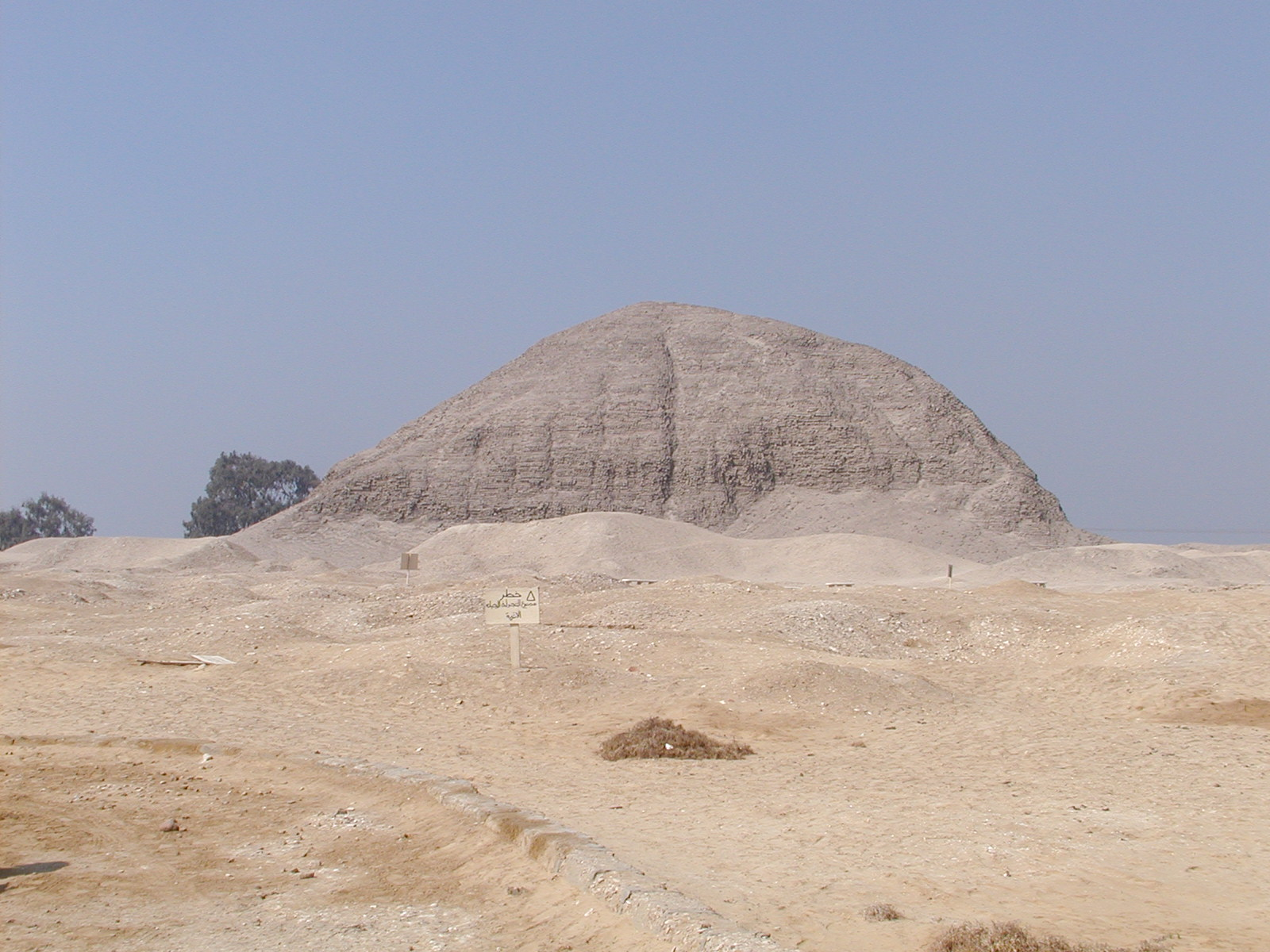
Піраміда в Хаварі, поблизу з Крокодилополем

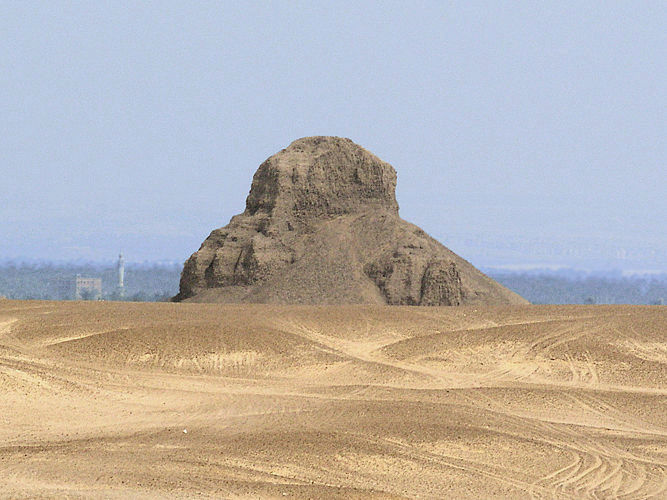
«Темна піраміда» в Дахшурі

Незвичайним було те, що Аменемхет збудував для себе дві піраміди. Подібного не траплялось з часів правління Снофру. Одна піраміда (так звана «Темна піраміда») (104 × 104 м) була зведена у Дахшурі з необпаленої цегли. Граніт використовувався лише для зміцнення камер та для пірамідіону. В тій піраміді він наказав зробити два входи: один, на традиційній північній стороні, вів до лабіринту коридорів, що закінчувався глухим кутом. Через інший, у південно-східному куті, можна таким самим лабіринтом спуститись до поховальної камери з червоним саркофагом. Однак у тій піраміді Аменемхет похований не був. В ареалі тієї піраміди є гробниця Евет-іб-Ра, імовірно, царя наступної, XIII династії.
Друга піраміда (102 × 102 м) була збудована у Хаварі. Вона була центром знову заснованого царського некрополю. Нині від неї залишився лише розплюснутий глиняний конус діаметром близько 100 м і висотою 20 м. Вхід до піраміди розташований з південного боку. Поховальна камера — диво давньоєгипетської техніки. Величезна усипальниця (6,71× 2,4 ×1,83м) витесана з суцільної брили твердого жовтого кварциту й важить понад 100 тонн. Товщина стін становить 60 см. Кришка з кварциту має товщину 1,2 м й вагу близько 45 тонн. Згори камера перекрита двоскатним дахом з двох вапнякових блоків вагою по 50 тонн кожен. У камері містяться два саркофаги. Фліндерс Пітрі, прокопавши хід під піраміду та знайшовши поховальну камеру, виявив саркофаги пустими. Виходячи з написів, в одному був похований сам Аменемхет, в іншому — дочка Аменемхета Птахнефру, якій, утім, належала ще й розташована неподалік мала піраміда.